# La meravigliosa avventura di Antonio Franconi
La meravigliosa avventura di Antonio Franconi è un film italiano del 2006, distribuito solo nel 2011, diretto da Luca Verdone. Ripercorre la biografia dell'impresario circense Antonio Franconi (1737-1836).